# Carl Lutz

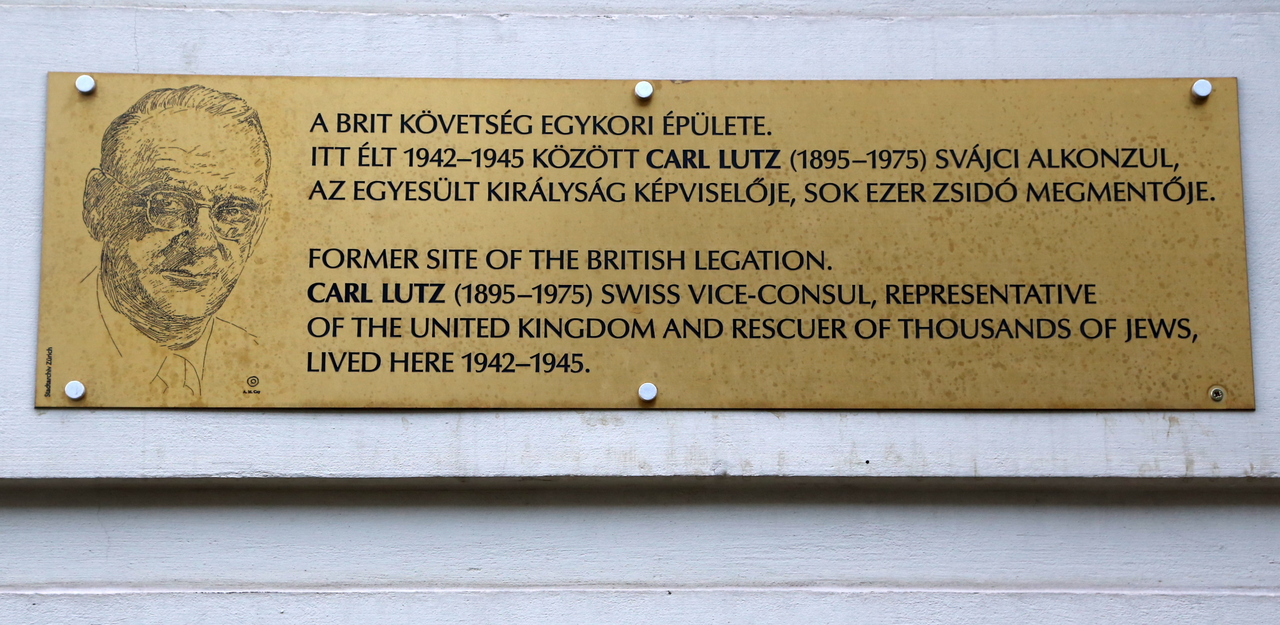
Carl Lutz emléktábla a Budai Várban a Táncsics Mihály u. 1. falán

Carl Lutz (Walzenhausen, Appenzell Ausserrhoden kanton, 1895. március 30. – Bern, 1975. február 12.) svájci diplomata, Svájc budapesti alkonzulja 1942-től 1945-ig. A holokauszt idején több tízezer zsidót mentett meg a deportálástól. 1964-ben a Jad Vasem kitüntette a Világ Igaza díjjal.

## Élete
Carl Lutz 1895-ben született Svájcban, ahol egy textilgyárban tanult és szerzett kereskedelmi gyakorlatot. 1913-ban az Egyesült Államokba költözött, ahol először munkásként dolgozott Illinois államban, majd 1918 és 1920 között a Missouri állambeli Warrentonban a Central Wesleyan College-ben tanult. 1920-tól a George Washington Egyetem hallgatója volt, ahol 1924-ben szerzett diplomát. Tanulmányai idején a washingtoni svájci követség tanácsosa. 1935 és 1941 között svájci alkonzul volt az akkor brit mandátum alatti Palesztinához tartozó Jaffában. Ebben az időszakban a svájci konzulátus megbízást kapott a jeruzsálemi német főkonzulátus külképviseletére is. Lutz volt felelős a palesztinai németek gondozásáért, amíg 1940-ben vissza nem hívták Bernbe. 1941-ben rövid ideig Berlinben tartózkodik, majd 1942 és 1945 között a budapesti svájci követség külföldi érdekeket képviselő osztályának vezetője. (Svájc látta el a Magyarországgal hadban álló 14 ország képviseletét.) A háború után 1954-ig Bernben és Zürichben dolgozott.

A háború után sokáig azzal vádolták, hogy túllépte hatáskörét, de 1957-ben a svájci kormány végül elismerte érdemeit. 

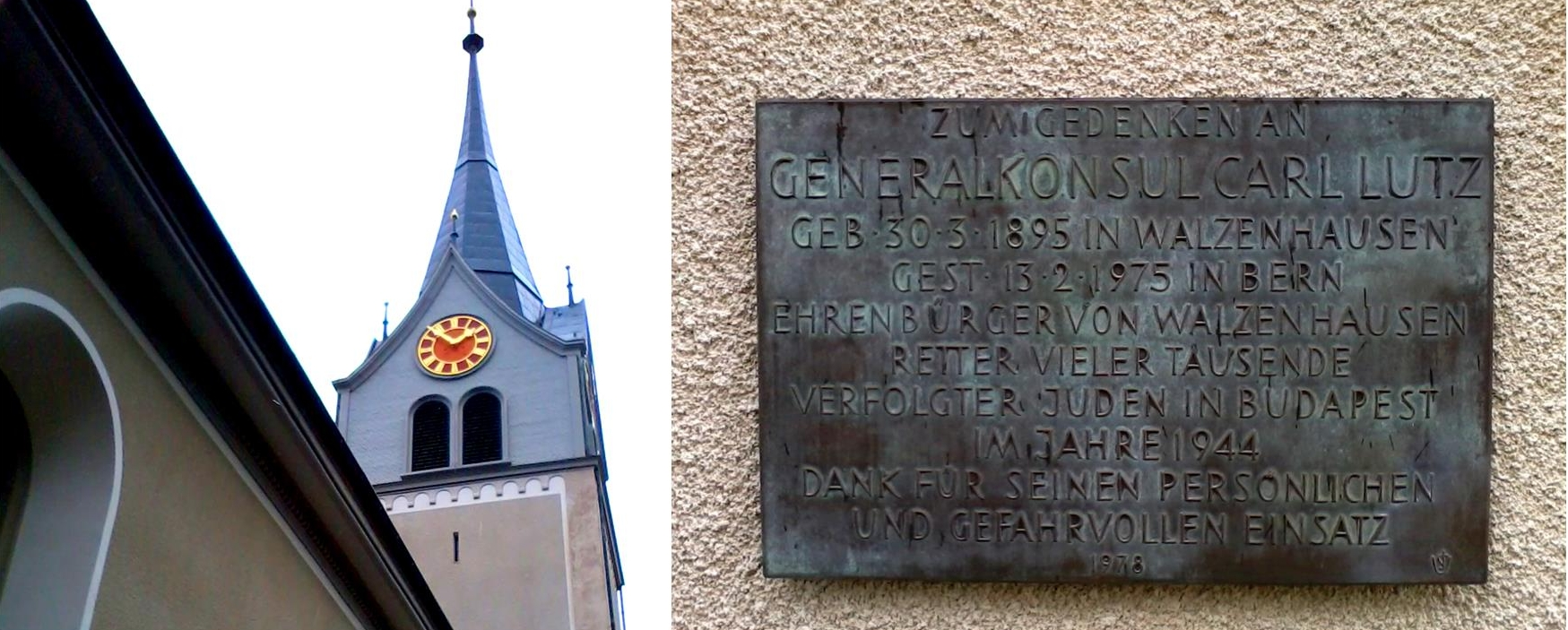
Lutz szülővárosának temploma és a díszpolgárnak állított 1978-as emléktábla a templom oldalán.

## Zsidómentő tevékenysége Budapesten
1942-es alkonzuli kinevezése után nem sokkal Lutz megkezdte az együttműködést a Zsidó Ügynökséggel, hogy svájci papírokkal tegyék lehetővé zsidó gyermekek kivándorlását Palesztinába. Az 1944-es náci megszálláskor a magyar kormánnyal és a nácikkal megállapodott, hogy 8000 ember kivándorlásához állíthasson ki megfelelő védettséget biztosító papírokat. Lutz szándékosan félreértelmezte a megállapodást, és 8000 egyén helyett 8000 családra vonatkoztatta; ennek megfelelően további több tízezer ilyen védlevelet adott ki. Ezen felül 76 lakóházat nyilvánított svájci védelem alatt állónak Budapesten. Ezek egyike a Vadász utca 29. alatt található Üvegház, ahol körülbelül 3000 zsidó talált menedéket. Lutz-cal szorosan együttműködött a magyarországi zsidó fiatalok egy csoportja, a Hashomér Hatzioni nevü szervezet. Az igazolványok elkészítését és szétosztását Grossmann Sándor (Alexander Grossmann) vezetésével ők hajtották végre.
Lutz szorosan együttműködött más, semleges országok diplomatáival is, így Raoul Wallenberggel, Angelo Rotta apostoli nunciussal, illetve Friedrich Bornnal, a Vöröskereszt nemzetközi bizottságának delegáltjával. A metodista diplomata budapesti évei alatt szoros kapcsolatot ápolt a VI. kerületi Pesti Metodista Gyülekezettel (Felsőerdősor 5.), és baráti szálak fűzték annak lelkészéhez Hecker Ádámhoz.
Becslések szerint az összességében 200 ezres fővárosi zsidóság harmadának, mintegy 62 000 ember megmentéséhez járult hozzá.

## Emlékezete

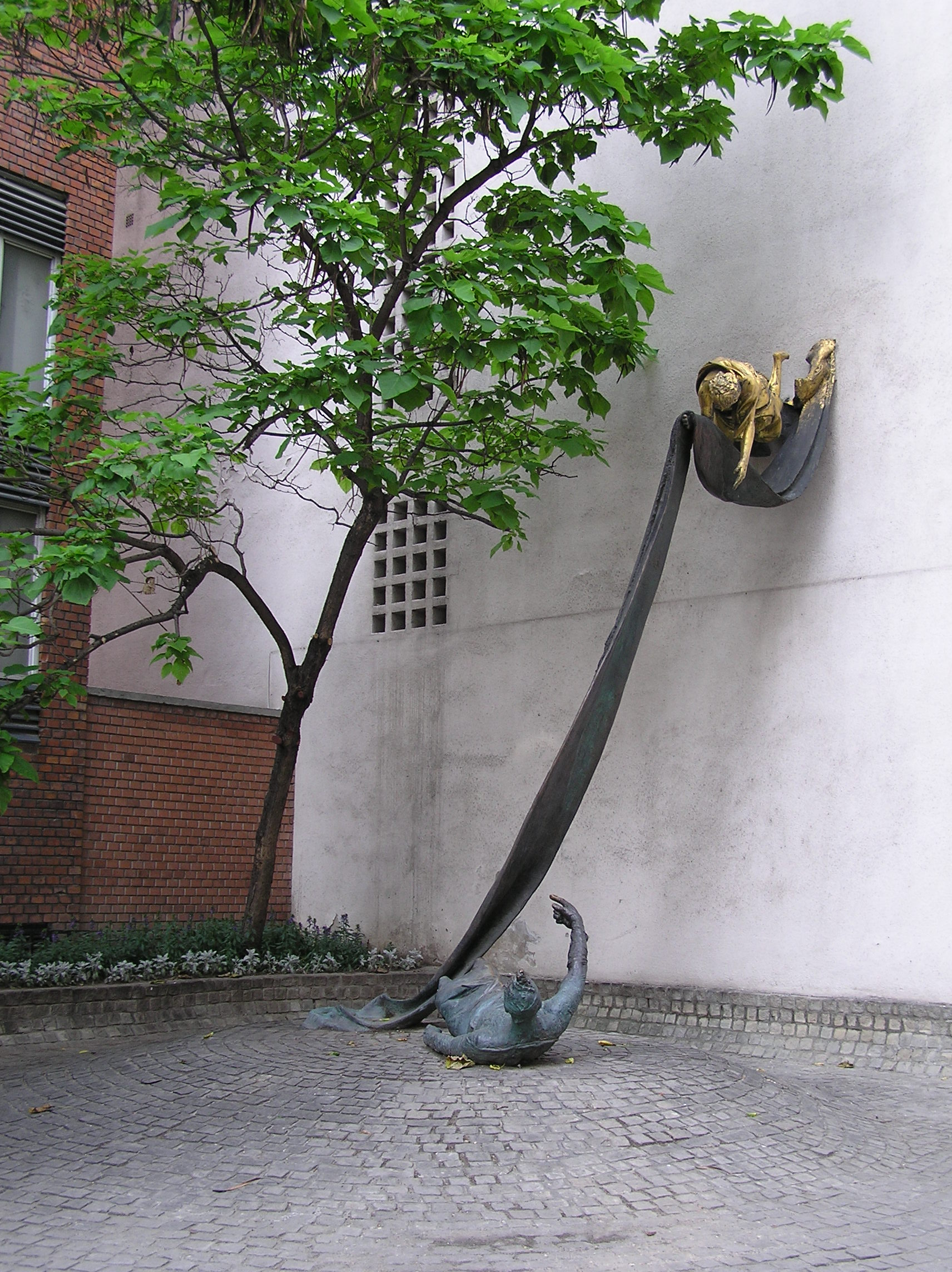
Carl Lutz emlékműve Budapesten

1991-ben az egykori budapesti gettó bejáratánál emlékművet emeltek a tiszteletére. A Vadász utca 29. szám alatt a Carl Lutz alapítvány 2005-ben emlékszobát nyitott. 2010 óta az újpesti alsó rakpart a Dráva utca és a Margit híd közötti szakasza viseli Carl Lutz nevét.
Bernben, a szövetségi parlament nyugati szárnyában üléstermet neveztek el Carl Lutzról 2018. február 12-én. A felavatott emléktáblán a budapesti svájci konzulátus egykori munkatársainak nevei is szerepelnek, mert valamennyien emberbaráti magatartásról tettek tanúságot.